# ガーシア (フリゲート)
|          | |
| 艦歴     | |
| 発注     | 1961年6月22日                                                                                         |
| 起工     | 1962年10月16日                                                                                        |
| 進水     | 1963年10月31日                                                                                        |
| 就役     | 1964年12月21日                                                                                        |
| 退役     | 1989年1月31日                                                                                         |
| その後   | 1994年3月29日にスクラップとして廃棄                                                                   |
| 除籍     | 1989年1月31日                                                                                         |
| 性能諸元 | |
| 排水量   | 2,624トン                                                                                             |
| 全長     | 414 ft 6 in (126.3 m)                                                                                 |
| 全幅     | 44 ft 1 in (13.4 m)                                                                                   |
| 吃水     | 24 ft 6 in (7.5 m)                                                                                    |
| 機関     | フォスター・ホイーラー缶2基 ウエスティングハウス式タービン1基 1軸推進、35,000shp                      |
| 最大速   | 27ノット                                                                                              |
| 乗員     | 士官16名、兵員231名                                                                                   |
| 兵装     | Mk30 5インチ砲 2門 8連装 ASROC Mk16 ランチャー 1基 Mk32 12.75インチ魚雷発射管 6門 Mk37 魚雷発射管 2門 |
| 搭載機   | SH-2F Seasprite LAMPS I 1機                                                                           |
| モットー | |

ガーシア (USS Garcia, FF-1040) は、アメリカ海軍のフリゲート。ガーシア級フリゲートの1番艦。艦名は名誉勲章受章者であるフェルナンド・ルイス・ガルシア一等兵に因む。

## 艦歴
ガーシアは1962年10月16日にカリフォルニア州サンフランシスコのベスレヘム・スチールで起工する。1963年10月31日に命名、進水し、1964年12月21日に就役した。当初は DE-1040 （護衛駆逐艦）として分類されたが、1975年の艦種再編で FF-1040 （フリゲート）に変更された。
ガーシアは太平洋艦隊で作戦活動に従事し、ロードアイランド州ニューポートを母港に指定された。
1989年1月31日に退役し、同日パキスタンに移管された。パキスタン海軍ではサイフ (Saif) と命名された。その後1994年1月13日にアメリカ海軍に返還され、1994年3月29日にスクラップとして売却された。